# タージュ・ウッディーン・ハサン・ブズルグ
タージュ・ウッディーン・シャイフ・ハサン・ブズルグ（ペルシア語: تاج الدين حسن بزرگ بن امير حسين گوركان جلايرى Tāj al-Dīn Ḥasan (Buzurg) b. Amīr Ḥusayn Gūrkān Jalāyrī, ? - 1356年）は、イルハン朝系の後継政権のひとつ、ジャライル朝の初代君主（在位：1336年か1340年 - 1356年）。名をシャイフ・ハサン（شيخ حسن Shaykh Ḥasan）ともいい、妻バグダード・ハトゥンの甥でチョバンの孫シャイフ・ハサン（小ハサン）と同名のため、区別して大ハサン（حسن بزرگ Ḥasan Buzurg）、大シャイフ・ハサン（شيخ حسن بزرگ Shaykh Ḥasan Buzurg）とも通称される。

## イルハン朝混乱期以前
父はイルハン朝の有力武将のひとりで、同王朝の第4代君主・アルグンの娘婿フサイン・キュレゲンである。ハサン自身も1323年にイルハン朝の有力者だったチョバンの娘バグダード・ハトゥンを娶り、スルドス部族のチョバン家の娘婿となった。アブー・サイードが即位すると、北西方面のアゼルバイジャンからアッラーン、ムーガーン、シルヴァーンの諸地方の支配を任された。1327年、チョバンがアブー・サイードと対立して一族が処刑されると、チョバンが有していた「ウルスのアミール」職に就いた。

1325年頃、妻のバグダード・ハトゥンがアブー・サイードの目に止まり、その妃となった。正式にバグダード・ハトゥンがアブー・サイードの妃になったのはチョバンが誅殺された後と言われており、ハサンはアブー・サイード側の説得によってやむを得ず離婚したと伝えられている。1332年、ハサンはバグダード・ハトゥンと密通しているとの讒言を受けて、アブー・サイードに逮捕され死刑宣告を受けた。しかし、ハサンの母でアブー・サイードの叔母であったオルジェテイ・ハトゥンから嘆願があったため助命された。また告発は誤りであったため、ハサンは無罪となり、ルーム地方の長官に任じられた。

## 混乱期・ムハンマド擁立
こうして、ハサンはイルハン朝ではルーム地方を支配する有力者となったが、1335年にアブー・サイードが嗣子が無いまま死去したため、すぐにアルパ・ケウンが推戴されたものの、彼はオルジェイトゥ時代に亡命して来たアリクブケ家の王族出身だったためその選出に反発する将軍たちも多く、各地で有力者がイルハン朝の傍系一族を擁して蜂起し、王朝は混乱に陥った。ハサンもアブー・サイード没後に「ウルスのアミール」職に復帰したが、アルパ・ケウンがアリー・パードシャーに殺害されると、アルグンの祖父・フレグ系の傍流一族であるムハンマドを擁して挙兵した。ハサンはバグダードのムーサーを擁するアリー・パードシャーの軍勢と会戦し一旦敗退したが、勝利に喜んだアリー・パードシャーが感謝の沐浴中に軍勢を襲ってこれを殺害、大勝した。また、チョバンの孫であるシャイフ・ハサン（小ハサン）と対立・抗争を繰り返したが、これには敗れてバグダードに逃れ、この地方に1340年までに政権を確立させた。これがジャライル朝の起源である。
その後もフレグ系の傍流一族であるジハーン・テムルなどを擁立して自らが君主と称することは無かったが、やがてこれを廃して自らが君主となった。しかしイルハン朝の旧領ではサルバダール朝、そして小ハサンの弟アシュラフのチョバン朝などが乱立した群雄割拠の状態であり、特にチョバン朝の攻勢に押される一方だった。しかし王朝の基礎を固めるまでには至らず現状を維持するのがやっとであり、ジャライル朝が全盛期を迎えるのは1356年の死後に後を継いだ息子のシャイフ・ウヴァイスの時代であった。